# Nikolaj Balbošin
Nikolaj Fjodorovič Balbošin (rusky Николай Фёдорович Балбошин; * 8. června 1949 Postupim, NDR) je bývalý sovětský zápasník, reprezentant v zápase řecko-římském.
V roce 1976 na olympijských hrách v Montrealu v kategorii do 100 kg vybojoval zlatou medaili. V roce 1980 na hrách v Moskvě byl vlajkonošem sovětské výpravy. Ve stejné kategorii obsadil 7. místo, když ve druhém kole utrpěl v souboji s Rumunem Andreiem vážné poranění kolene a musel z turnaje odstoupit. Na žíněnky se vrátil až po dvou letech. V roce 1984 se popáté stal šampiónem Sovětského svazu a zajistil si místo v týmu pro nadcházející olympijské hry. Vzhledem k bojkotu her zeměmi východního bloku v čele právě se Sovětským svazem však možnost bojovat na další olympiádě nedostal. V roce 1984 tak ukončil reprezentační kariéru. Poté se věnoval trenérské práci
V letech 1973, 1974, 1977, 1978 a 1979 vybojoval titul mistra světa, v roce 1975 skončil na 4. místě. V letech 1973 a 1975 až 1979 vybojoval zlato, v roce 1974 stříbro a v roce 1984 bronz na mistrovství Evropy. Pětkrát (1973, 1977, 1980, 1983-1984) vybojoval titul sovětského šampiona. V roce 2006 byl uveden do Síně slávy FILA.